# Млиновка (приток Капеловки)
Млиновка (укр. Млинівка) — река в Яворовском и Львовском районах Львовской области Украины. Приток реки Капеловка (бассейн Вислы).
Длина реки 12 км, площадь бассейна 352 км². В верховье течёт сравнительно глубокой долиной, зажатой с обеих сторон холмами Расточья. Русло слабоизвилистое, дно песчаное, местами каменистое, есть быстрины и перекаты. Ниже села Борки течёт вдоль железнодорожной линии Львов — Рава-Русская. Здесь долина расширяется, река в основном заболоченная, дно преимущественно песчано-илистое, местами каменистое.
Берёт начало севернее села Ракитное в урочище Полянский Лес. Течёт через сёла Ракитное, Борки и Завадов. Между сёлами Завадов и Зашков впадает в большой пруд, из которого вытекает река Капеловка.